# Révolutions de 1848 dans les États italiens

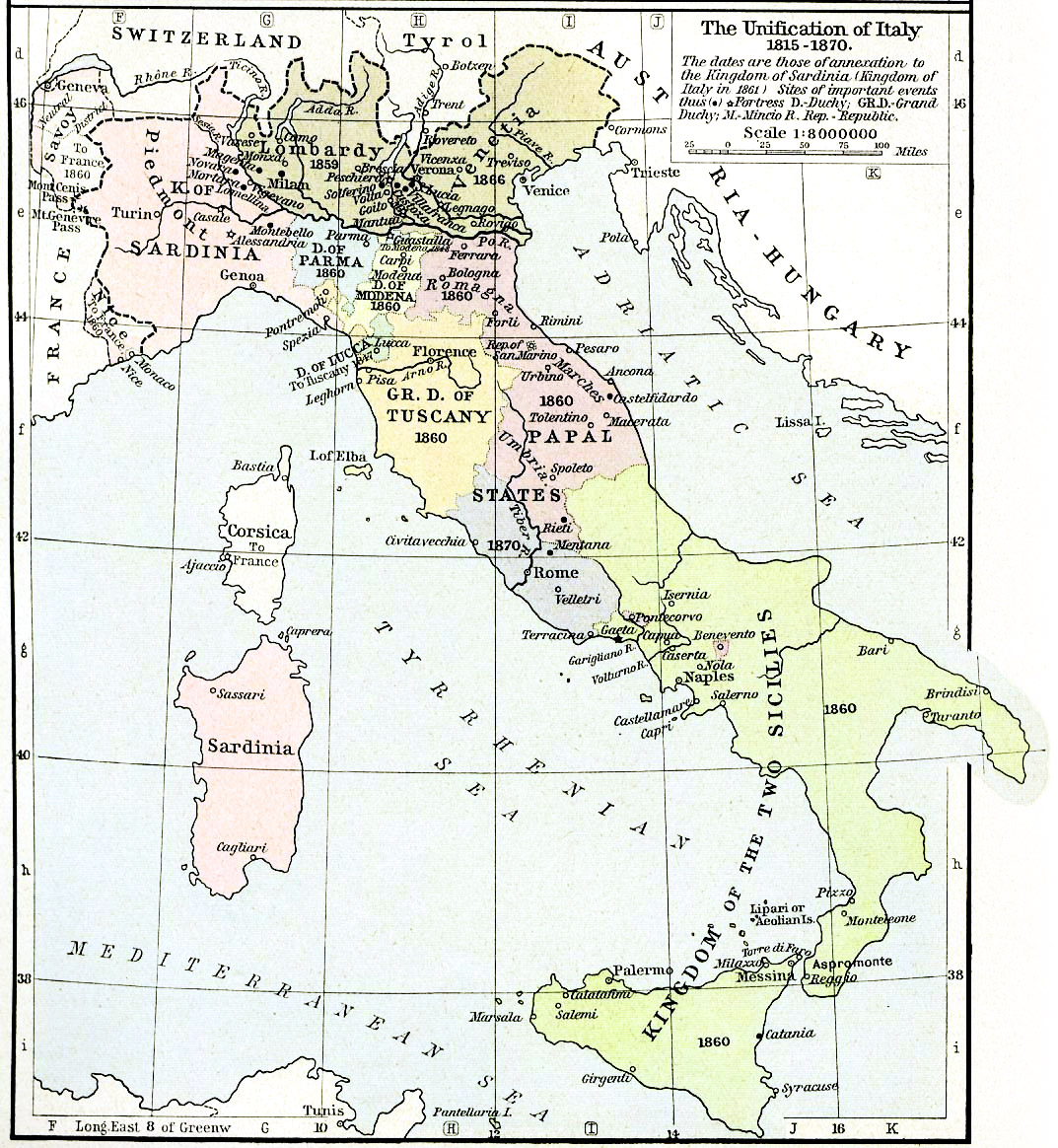
L'Italie 1815-1870

Les révolutions de 1848 dans les États italiens étaient des insurrections menées par les intellectuels et les agitateurs qui désiraient un gouvernement libéral. Comme les nationalistes italiens, ils ont cherché à éliminer le contrôle autrichien réactionnaire.
Durant cette période, l'Italie n'était pas un pays unifié et était divisé en huit États qui, dans le nord de l'Italie, étaient gouvernés par l'Empire autrichien. Le désir de se libérer de la domination étrangère et du pouvoir conservateur des Autrichiens, a conduit le peuple italien à se rebeller afin de chasser les Autrichiens.
Le roi Charles-Albert, qui dirigea le Piémont-Sardaigne de 1831 à 1849, aspirait à unifier l'Italie sous sa direction. Il déclara la guerre à l'Autriche et lança une attaque en Lombardie. Les soulèvements dans le royaume lombardo-vénitien, notamment à Milan, et l'offensive piémontaise, ont forcé le général autrichien Joseph Radetzky, âgé de 81 ans, à se réfugier dans les forteresses du Quadrilatero. Faute d'alliés, Charles-Albert a été mis en échec par l'armée autrichienne. Vaincu à la bataille de Custoza (24 juillet 1848) il dut signer une trêve et retirer ses forces de Lombardie. Ainsi l'Autriche est restée dominante dans une Italie divisée où la révolution a été un échec. 

## Contexte
En 1848 l'Italie était composée des duchés, États ou royaumes suivants : 
- en Italie du Sud : le royaume des Deux-Siciles,
- en Italie centrale : les États pontificaux,
- dans le Nord : les duchés de Parme, Toscane et Modène,
- dans le Nord-Ouest : le royaume de Sardaigne, qui se composait de Nice, Gênes, la Savoie, le Piémont et la Sardaigne[2].

L'économie était basée sur l'agriculture. Les prix des produits agricoles étaient instables en raison de la concurrence étrangère et du peu d'efficacité de l'agriculture italienne. Entre 1840 et 1847, il y eut diverses émeutes alimentaires et des groupes radicaux ont proliféré à Rome.
Le 16 juin 1846 le Cardinal Giovanni Masta Ferrettino devient pape sous le nom de  Pie IX. Considéré comme un libéral, il a suscité l'espoir des politiques libéraux et des pauvres dans les États pontificaux et dans toute l'Italie en initiant de nombreuses réformes politiques et économiques et en libérant des centaines de prisonniers politiques. Il a créé un Conseil d'État afin de partager son pouvoir, ainsi qu'un Conseil municipal à Rome et de la garde citoyenne afin que la classe moyenne puisse s'armer et soutenir son régime. Ces projets ont soulevé de grands espoirs pour instaurer une plus grande influence populaire dans le gouvernement pontifical et pour l'unification de l'Italie, mais le désenchantement qui s'ensuivit a été sévère. 
Les réformes n'ont pu résoudre aucun des problèmes politiques et économiques graves des États pontificaux. Pie IX a refusé de mener une guerre italienne de libération contre l'Autriche des Habsbourg au motif que l'Empire était un bastion catholique. 
En novembre 1848, à Rome un violent soulèvement a contraint le Pape à s'enfuir. L'échec de ses modestes réformes libérales ont fait de lui un réactionnaire.

## La révolution

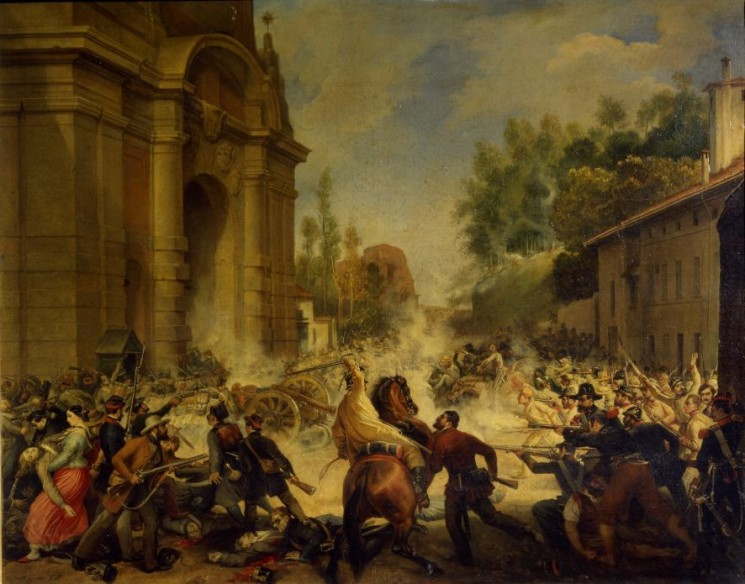
A Bologne, les Autrichiens sont expulsés le 8 août 1848.

Après avoir été témoin des événements libéraux de Rome, les peuples des autres États ont commencé à demander un traitement semblable. En Sicile, le peuple a commencé à exiger un gouvernement provisoire, distinct du gouvernement du continent. 
Le roi Ferdinand II a tenté de résister à ces changements, cependant une révolte éclata en Sicile (à Palerme) et sur le continent (à Naples) contraignant Ferdinand à promettre la constitution d'un gouvernement. 
Malgré les événements de Rome et de Naples, les États étaient encore dirigés par un pouvoir conservateur et les Italiens du royaume de Lombardie-Vénétie ne pouvaient pas profiter de ces libertés car l'empire d'Autriche gouvernant cette région avait renforcé son emprise sur la population en l'opprimant par des taxes plus sévères.
Les révoltes en Sicile ont contribué à susciter des révoltes dans le royaume du Nord de Lombardie–Vénétie. 
À Milan, un soulèvement populaire a obligé  environ 20 000 soldats des troupes du général autrichien Radetsky à quitter la ville. Finalement Radetsky fut forcé de se retirer complètement mais a néanmoins réussi à garder les forteresses de Peschiera, Legnano, Vérone et Mantoue. 
Les insurgés italiens encouragés par la nouvelle de l'abdication à Vienne du Prince Metternich ont été incapables d'éradiquer les troupes de Radetsky.
À cette époque, le roi Charles-Albert avait publié une constitution libérale pour le Piémont. Dans le quadrilatère, le général Radetsky  et ses hommes préparaient une contre-attaque afin de regagner le terrain perdu mais Charles-Albert de Sardaigne qui avait pris l'initiative de l'attaque les avait devancés en menant une attaque contre le quadrilatère, renforcé par  25 000 volontaires civils  et le soutien des princes des autres États : Léopold II, grand-duc de Toscane a envoyé 8 000 hommes, le Pape 10 000 et Ferdinand II 16 050 sous les ordres du général Guglielmo Pepe. 
Ils ont attaqué les forteresses et le 3 mai 1848 ont remporté la bataille de Goito et pris la forteresse de Peschiera.
À ce moment-là, le Pape Pie IX est devenu réticent et a retiré ses troupes, prétextant qu'il ne pouvait s'associer à une guerre entre deux nations catholiques. Ferdinand, roi du royaume des Deux-Siciles a également rappelé ses troupes. Cependant, certains bataillons n'ont pas respecté l'ordonnance et ont continué le combat sous les ordres des généraux Pepe et Giovanni Durando. 
Un an plus tard, Charles-Albert a lancé une nouvelle attaque, mais, en raison du manque de troupes et de soutien, il fut défait à la bataille de Novare.

## Conséquences
Malgré le fait que le Pape Pie IX ait abandonné la guerre contre les Autrichiens, son peuple avait toujours combattu aux côtés de Charles-Albert de Savoie. 
Le Comte Pellegrino Rossi a été nommé premier ministre de Rome, mais pour se venger, les citoyens de Rome l'ont assassiné  et se sont rebellés contre le gouvernement ; le Pape a dû se réfugier à la forteresse de Gaète, sous la protection du roi Ferdinand II. 
En février 1849, il fut rejoint par Léopold II, grand-duc de Toscane, qui a dû fuir de Florence à cause d'une insurrection. 
Au Piémont en 1849 le roi Charles-Albert dut abdiquer en faveur de son fils, Victor Emmanuel II.
À Rome, l'autorité mise en place a légiféré en faveur du peuple pour éliminer les lourdes taxes et donner du travail aux chômeurs. Giuseppe Garibaldi et Giuseppe Mazzini ont voulu instaurer une Rome du peuple, et l'éphémère République romaine a été proclamée. La République a encouragé les gens à construire une nation indépendante italienne et a également tenté d'améliorer économiquement la vie des gens en donnant le patrimoine de l'Église à des paysans pauvres. D'autres avancées ont été faites : la prison, les réformes de l'asile d'aliénés, la liberté de la presse, l'éducation laïque. 
La hausse des prix galopante a sapé l'économie de la République et les troupes envoyées défendre le Piémont des forces autrichiennes ont mis Rome devant le risque d'une riposte de l'Autriche. Cependant, le Pape a fait appel à Napoléon III qui a vu cela comme une occasion d'obtenir le soutien catholique. L'armée française est arrivée par la mer sous le commandement du général Nicolas-Charles-Victor Oudinot, et, malgré la résistance de Giuseppe Garibaldi, les Français, avec l'aide des Autrichiens, ont finalement vaincu la République romaine. 
Le 12 juillet 1849 le Pape Pie IX a été ramené à Rome  et a gouverné sous la protection française jusqu'en 1870.

## Sources
- (en) Cet article est partiellement ou en totalité issu de l’article de Wikipédia en anglais intitulé « Revolutions of 1848 in the Italian states » (voir la liste des auteurs).